# Beta Lacertae
Désignations
Beta Lacertae (β Lacertae / β Lac) est la quatrième plus brillante étoile de la constellation du Lézard, avec une magnitude apparente de 4,43. Sur la base d'une parallaxe annuelle de 19,19 mas, elle est située à 170 années-lumière de la Terre. À cette distance, sa magnitude apparente visuelle est diminuée d'un facteur d'extinction de 0,17 à cause de la poussière interstellaire.

## Propriétés
Beta Lacertae est une géante évoluée de type G. C'est une étoile du red clump et la composante primaire d'un système binaire suspecté, la paire ayant une séparation angulaire de 0,2 seconde d'arc. La composante primaire est à peu près aussi massive que le Soleil mais son âge est estimé à 6,7 milliards d'années. Son rayon est 11 fois plus grand que le rayon solaire, elle est 58 fois plus lumineuse que le Soleil et sa température de surface est de 4 803 K.

## Désignations
En chinois, 螣蛇 (Téng Shé), signifiant Serpent aquatique, fait référence à un astérisme constitué de β Lacertae, α Lacertae, 4 Lacertae, π2 Cygni, π1 Cygni, HD 206267, ε Cephei, σ Cassiopeiae, ρ Cassiopeiae, τ Cassiopeiae, AR Cassiopeiae, 9 Lacertae, 3 Andromedae, 7 Andromedae, 8 Andromedae, λ Andromedae, κ Andromedae, ι Andromedae et ψ Andromedae. Par conséquent, β Lacertae elle-même est appelée 螣蛇十 (Téng Shé shí, la dixième [étoile] du Serpent aquatique).